# Henriksberg
Henriksberg är en by i Rasbo socken utanför Uppsala. Från 2015 till  2023 avgränsade SCB här en småort.